# Лютеранская улица (Киев)
Лютера́нская улица (укр. Лютеранська вулиця) — улица в Печерском районе города Киева, местность Липки. Пролегает от Крещатика до Шелковичной улицы.

## История
Лютеранская улица появилась на карте Киева в 1810-е годы. Первоначально называлась Графской в связи с многочисленными аристократическими усадьбами, располагавшимися вдоль улицы. В 1812 году была переименована в Лютеранскую в связи с переездом после пожара на Подоле немецкой колонии. Построенная колонистами Лютеранская церковь св. Екатерины и дала улице новое название. В 1865 году улицу переименовали в Анненскую, в честь киевского генерал-губернатора Н. Н. Анненкова, по инициативе которого район Липок был распланирован и застроен. Тем не менее название Лютеранская не было забыто и использовалось как второе официальное название улицы. В 1919 году она была переименована в улицу Фридриха Энгельса. В 1992 году улице вернули историческое название — Лютеранская.
Во время Второй мировой войны улица серьёзно пострадала. Были разрушены многие здания, представлявшие историческую и художественную ценность. Некоторые из них ныне восстановлены.

## Памятники архитектуры
- Дом № 6—8 (арх. М. Клуг, Фёдор Олтаржевский, 1905), в квартире № 65 в 1914—1915 годах проживала актриса МХАТа Андреева (Юрковская) Мария Фёдоровна (1868—1953), работавшая в этот период в киевском театре Соловцова, в театре Русской драмы (в настоящее время — театр имени И. Франко). В этой же квартире в 1914 году во время своего второго приезда в Киев жил писатель Максим Горький (Пешков).
- Дом № 15 (арх. А. М. Вербицкий), построен в стиле модерн. Левый эркер дома завершает майоликовое панно (худ. А. Козлов) — выполнено как реплика известной картины швейцарского художника А. Бёклина, «Весенний вечер». Построивший этот дом архитектор жил в этом доме до Великой Отечественной войны. В ходе боевых действий дом был уничтожен; восстановлен в 1948 году.
- Дом № 16 — бывшая богадельня «Сулимовка» (1833—1835).
- Дом № 21/12 — дом научных работников (1931).
- Дом № 22 (арх. Иван Штром, Павел Шлейфер), Лютеранская кирха св. Екатерины — здание, определившее название улицы. В 1930-е годы в церкви размещался клуб воинствующих атеистов. В 1970-х годах — дирекция музея народной архитектуры и быта Украины. В настоящее время здание возвращено церкви.
- Дом № 23 — Дом «плачущей вдовы» (арх. Э. Брадтман), один из знаковых домов киевской архитектуры начала XX века. Особняк был построен в 1907 году для купца первой гильдии С. Аршавского в стиле модерн. Центральный ризалит особняка завершает подковообразный щипец с женским маскароном. Киевляне прозвали этот дом «Особняк плачущей вдовы».
- Дом № 32-А — жилой дом в стиле модерн (1909).
- Дом № 33 — дом, в котором жил К. Паустовский (конец XIX — начало XX века);

## Изображения

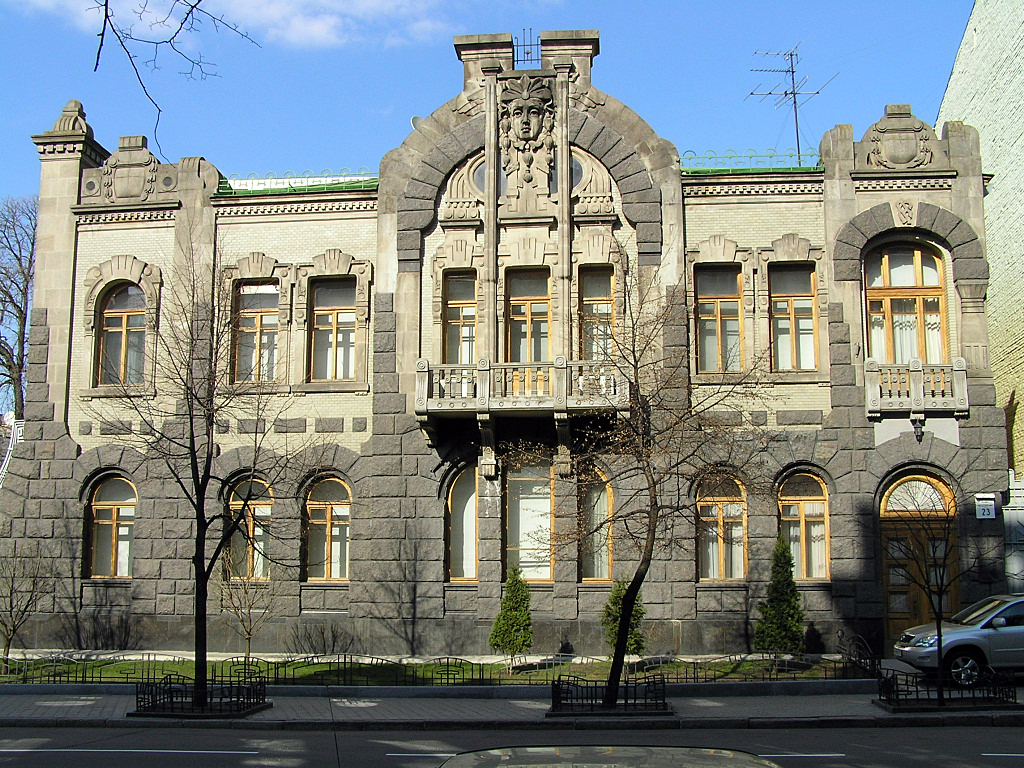
Дом «плачущей вдовы»
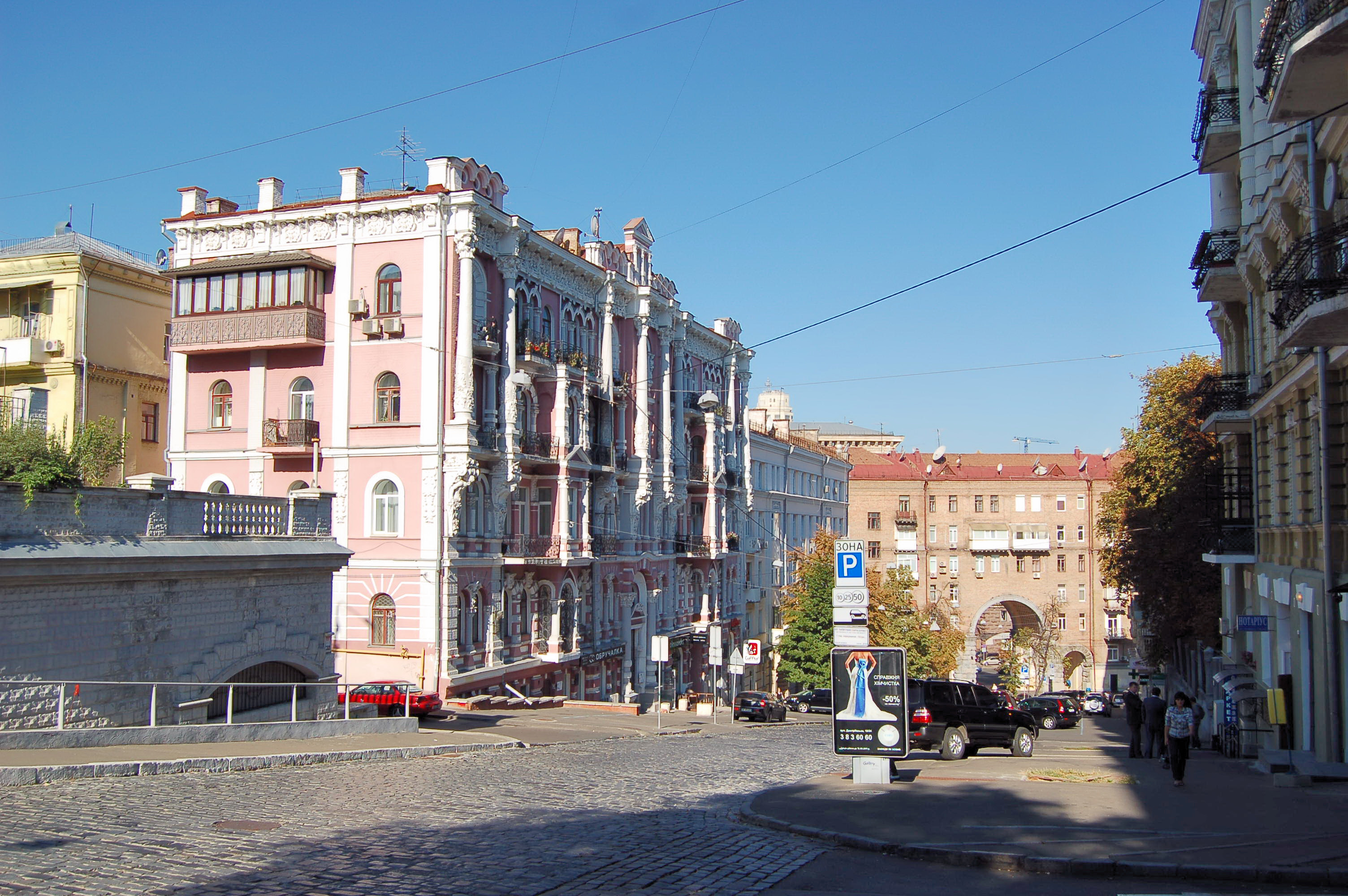
Лютеранская улица
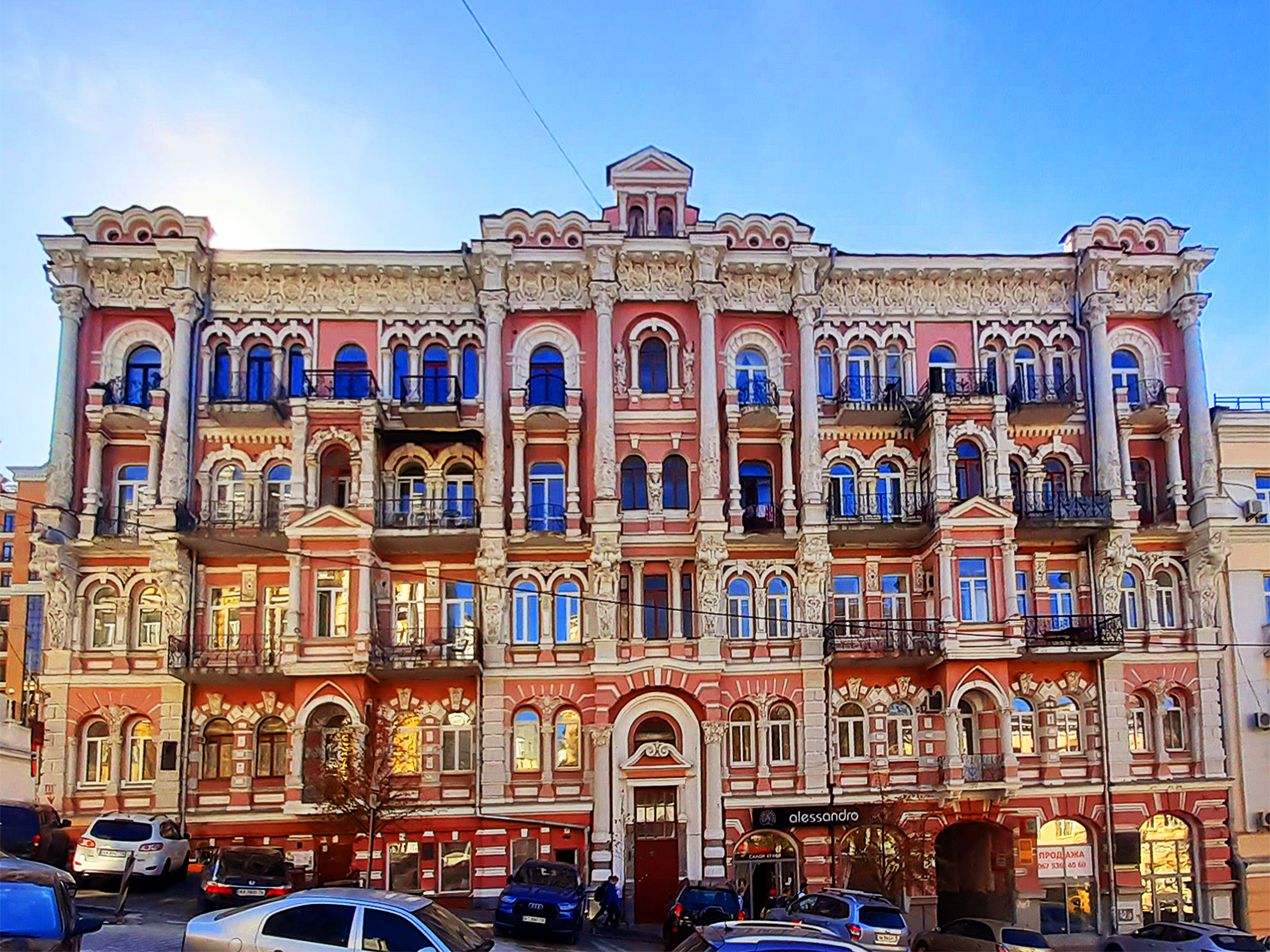
Дом Майкапар
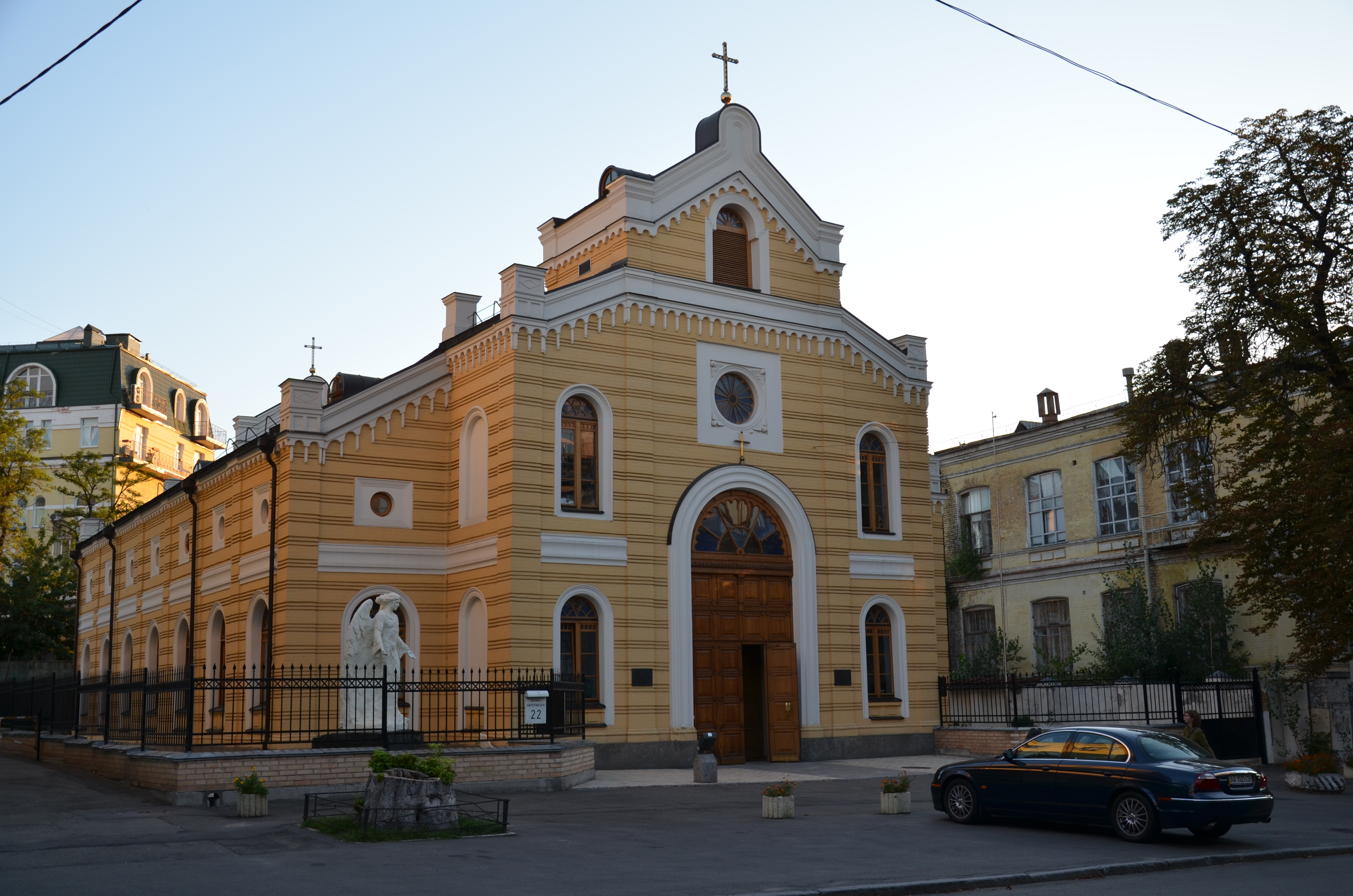
Лютеранская кирха Святой Екатерины
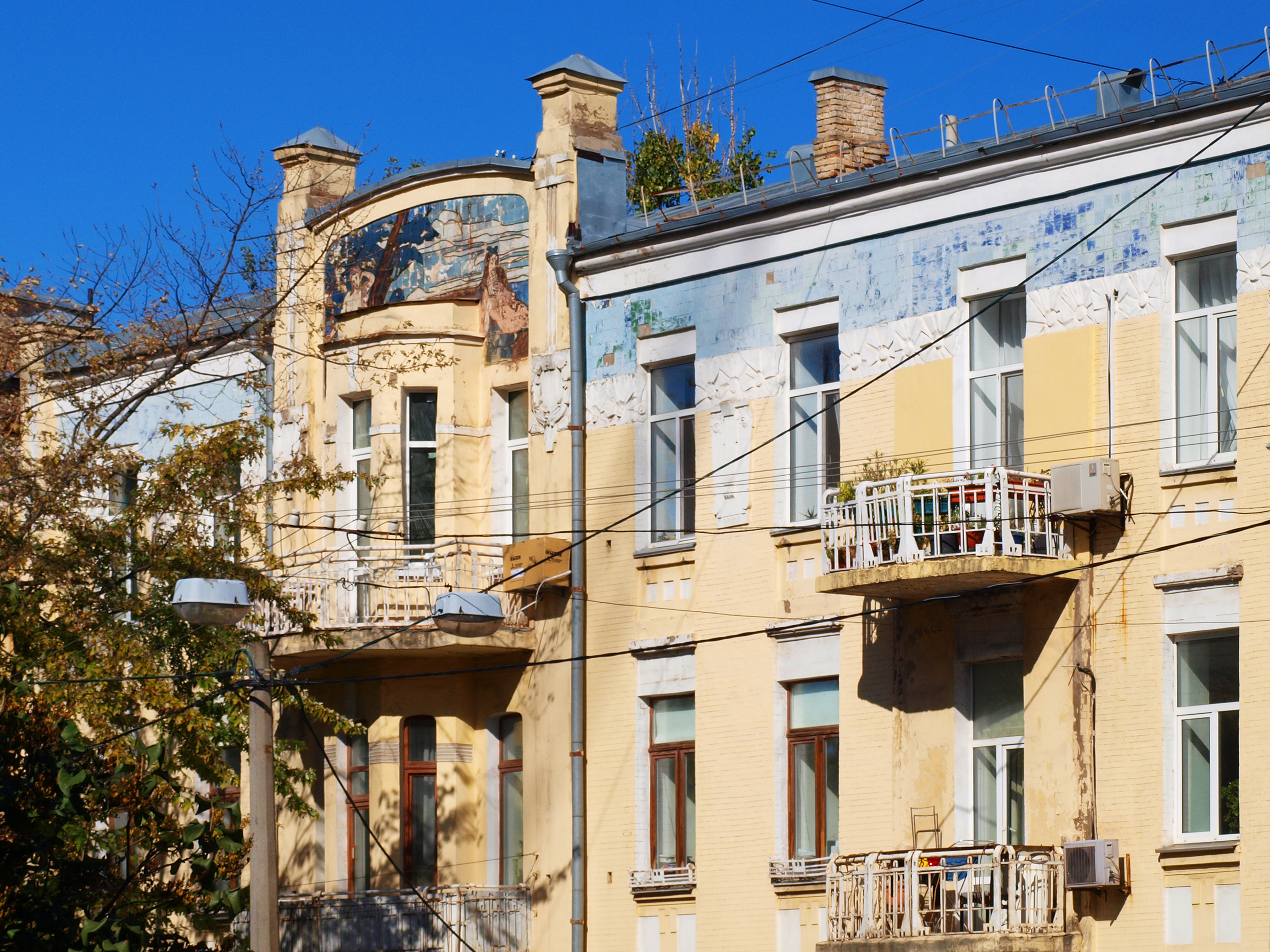
Дом с Паном и нимфами